# Gastonia (animal)
Gastonia es un género representado por dos especies de dinosaurios tireóforos anquilosaurios, que vivieron a principios del período Cretácico, hace 125 millones de años, en el Barremiense, en lo que hoy es Norteamérica. La especie tipo es Gastonia burgei, descrita por Kirkland en 1998. La segunda especie fue descrita en 2016, y es Gastonia lorriemcwhinneyae.
El significado de Gastonia debe su nombre a su descubridor (Robert Gaston).

## Descripción
Gastonia era un anquilosaurio de tamaño mediano. En 1998, Kirkland estimó su longitud de 4 a 5 metros. En 2010, Gregory S. Paul indicó una longitud corporal de 5 metros y un peso de 1,9 toneladas. El montaje del esqueleto mide 4,59 metros de largo con una altura de cadera de 1,12 metros.

Comparación de tamaños.

Es difícil determinar los rasgos distintivos de Gastonia porque sus afinidades son inciertas. Sin embargo, en 1998, Kirkland estableció tres caracteres que eran únicos para Ankylosauria en su conjunto y por lo tanto probablemente autapomorfías , rasgos derivados únicos. En la línea media del hocico frontal, el núcleo huesudo del pico superior córneo tiene  una muesca ancha y gradualmente curvada, está presente entre los huesos del hocico, los praemaxilares. Las fosas nasales se colocan lejos en la parte trasera. En la parte inferior de la base del cerebro, el basefenoide, los procesos basipterygoideos se estiran longitudinalmente.
Gastonia tenía una grupa plana e incluso para un anquilosauriano, muy ancha, el vientre sobresaliendo fuertemente entre las extremidades cortas y poderosas. La cola era moderadamente larga y carecía de una porra de cola. El cuello era relativamente largo y el cráneo probablemente bastante pequeño.
El cráneo es algo alargado y puntiagudo, mide 295 por 283 milímetros en el holotipo. El perfil superior del cráneo es convexo, el techo del cráneo trasero se curva por debajo del nivel del borde superior de las cuencas de los ojos. El cuadrado está fuertemente inclinado hacia atrás. El cóndilo occipital, el contacto con el cuello, apunta oblicuamente hacia abajo, un rasgo anquilosaurianos que hace que la cabeza apunte hacia abajo. El pico no tiene dientes. Las filas de dientes de los maxilares son más bien rectas y cada una consiste de quince a dieciséis dientes pequeños, que carecen de un cíngulo verdadero, hinchados. No hay armadura en el hocico. Más por detrás, las tejas óseas del techo del cráneo, las caputégulas, tienen un patrón bastante indistinto a través de una pequeña placa central en elLos huesos parietales son visibles. Los cuernos escamosos, en las esquinas posteriores del cráneo, y los cuernos yugales, en las mejillas, son pequeños.

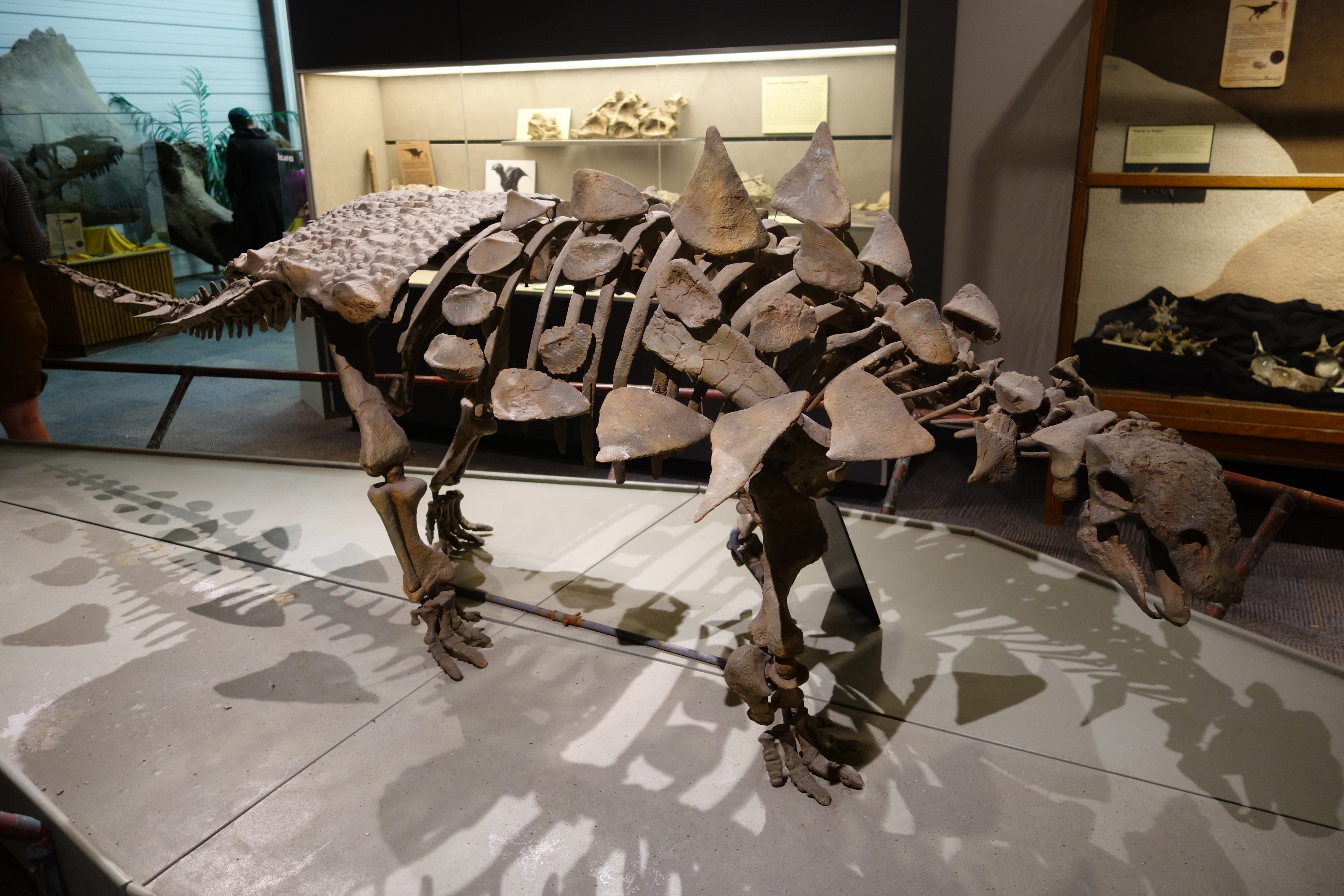
Reconstrucción esquelética.

El hueso sacro consiste en tres vértebras sacras, con una vértebra caudo-sacra detrás de ellas. Las vértebras de la cola traseras rígidas o un palo de cola están ausentes. El omóplato se asemeja al de los nodosáuridos en que posee un acromión similar a una cuchilla, pero se diferencia en el acromión que se origina en el borde frontal, no en el lado externo de la escápula, no está envuelto por detrás y no termina en un botón. Por lo tanto, no es un típico "pseudoacromion" nodosáurido. El coracoide es de forma cuadrada, un rasgo anquilosauriano típico. El húmero tiene una gran cresta deltopectoral que se extiende hacia abajo hasta la mitad del eje, un rasgo derivado. El cúbito es muy robusto con un enorme olecranón. La espinilla está muy expandida tanto en el extremo superior como en el inferior.

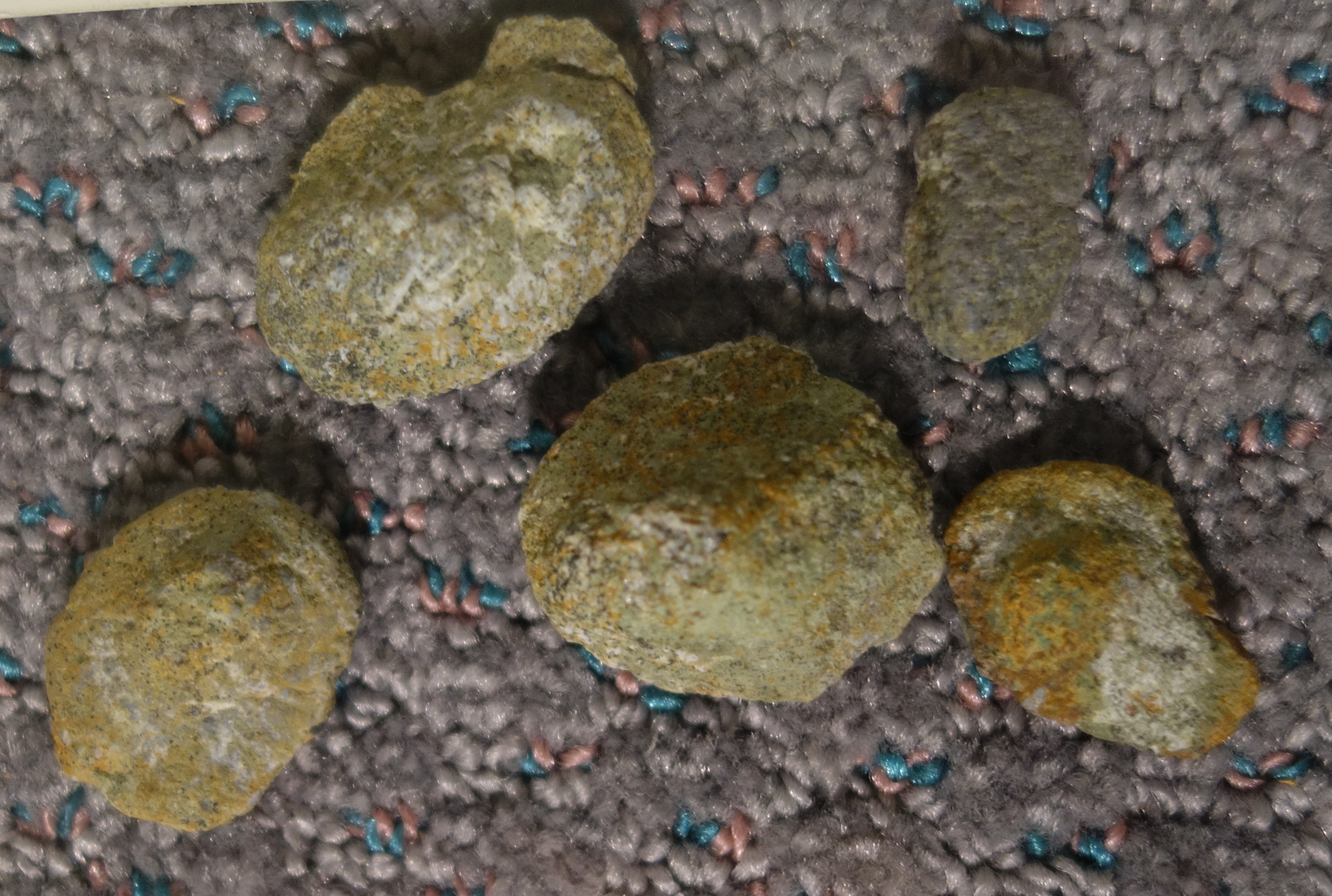
Osteodermos.

Gastonia estaba protegida por osteodermos, osificaciones cutáneas. El cuello estaba cubierto por al menos dos anillos de hueso. Por lo general, en los anquilosaurianos estos tienen la forma de "medios anillos" dejando el lado inferior sin protección, pero con Gastonia solo dos segmentos parecen estar presentes, uno a cada lado de la línea media, lo que hace que Kirkland se refiera a ellos como "un cuarto de anillos". Cada segmento tenía una quilla puntiaguda y una parte inferior hueca. Kirkland destacó que la armadura de la grupa era difícil de reconstruir porque no se habían encontrado articulados. Los lados del tórax parecen haber sido cubiertos por unos cinco pares de puntas triangulares planas grandes. Son recurvados y tienen una ranura profunda en la parte trasera. Gradualmente disminuyen en longitud hacia atrás, el surco se vuelve relativamente más corto y la longitud de la base aumenta. Según Kirkland, la función de la ranura era recibir el borde frontal de la siguiente espiga. Otras grandes espigas planas encontradas, carecían de la ranura. A menudo eran muy curvas, el punto en ángulo recto con la base. Kirkland asumió que estas formaban dos filas verticales, uno a cada lado de la línea media de la grupa. Picos triangulares inferiores que colocó a los lados de la cola, disminuyendo gradualmente hacia atrás. Entre los picos horizontales y verticales de la grupa, probablemente estaban presentes filas de osteodermos que tienen el perfil de una gota, con un punto vertical en el extremo más ancho. La parte superior de la cola tenía placas ovaladas. La región de la cadera estaba cubierta por un gran escudo pélvico formado por osteodermos fusionados. Estos fueron modelados como rosetones con una placa más grande en el medio, rodeados por al menos dos anillos de placas más pequeñas. Kirkland asumió que cuatro pares de puntas triangulares también cubrían los lados del escudo pélvico, pero esto fue negado por Paul. El área entre todos estos elementos más grandes estaba cubierta por pequeños osículos, escudos óseos redondos con un diámetro de hasta dos centímetros, cientos de los cuales se han descubierto.
G. lorriemcwhinneyae se diferencia de G. burgei en tener un techo de cráneo plano, procesos paroccipitales más cortos y más estrechos, un proceso postacetabular que solo tiene un 36% de la duración del proceso preacetabular y un isquion que tiene un borde inferior liso y sin arrugas.

## Descubrimiento e investigación

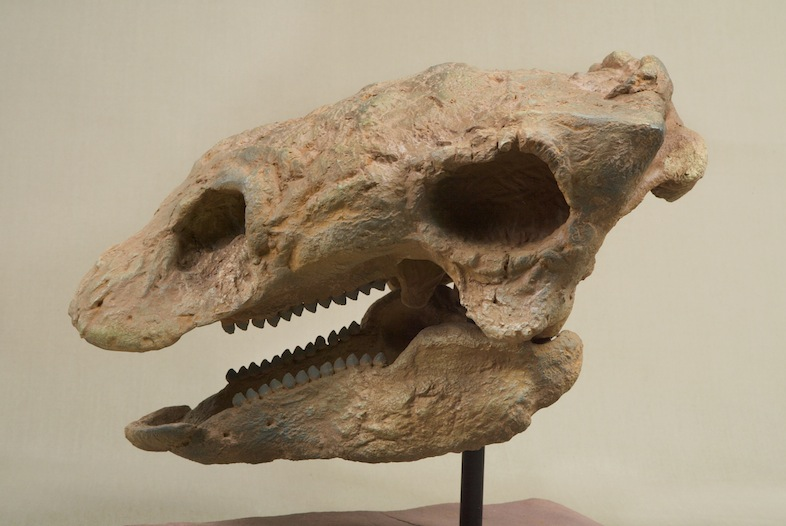
Una réplica del cráneo

El espécimen tipo de Gastonia burgei y del género, CEUM 1307 fue descubierto en una cama de huesos en EE. UU. (Utah). El lecho contenía los restos fósiles de otro Gastonia, así como un iguanodóntido y el espécimen tipo de un gran terópodo carnívoro, Utahraptor. Gastonia es uno de los fósiles de dinosaurios más comunes en la Formación Cedar Mountain.
Gastonia fue nombrado y descrito formalmente por  James Kirkland en 1998, a partir del espécimen holotipo y otro material fósil recuperado a partir de 1989. El nombre rinde homenaje al paleontólogo estadounidense Rob Gaston. La especie G. burgei fue nombrada en honor al director del Museo Prehistórico del Colegio del Este de Utah, Donald L. Burge.
Gastonia burgei, fue encontrada en las rocas del Miembro Yellow cat de la Formación Cedar Mountain, que se ha fechado en el Barremiano, hace 126 millones de años. El holotipo es CEUM 1307, un cráneo de un individuo adulto. Se han descubierto muchos cientos de huesos desarticulados adicionales, de las canteras Gaston y Dalton Wells Dinosaur. En 1998, estos incluían restos de al menos cinco individuos. En 2004, el número de calaveras se reportó como cuatro, en 2014 esto aumentó a diez.
Una segunda especie, G. lorriemcwhinneyae, fue descrita por el miembro de Ruby Ranch en 2016 sobre la base de una gran cama de huesos, probablemente formada cuando un grupo murió en una sequía o por ahogamiento.
En conjunto, existe un material más completo para Gastonia que para cualquier otro anquilosauriano basal. Una gran cantidad de material desarticulado de un lecho de hueso presenta problemas, ya que puede ser difícil saber cuántos picos tenía realmente un Gastonia en particular.
A finales del siglo XX, se montó un esqueleto hecho de moldes de poliuretano de elementos esqueléticos de varios individuos. Se corrigieron las distorsiones en los fósiles y se completaron los elementos faltantes. Esto convirtió a Gastonia en el primer dinosaurio anquilosaurio basal que se montó para exhibirse en el Museo de la Naturaleza y la Ciencia de Denver, junto con su pariente Gargoyleosaurus.

## Clasificación
Kirkland en 1998 colocó a Gastonia en Ankylosauridae, más precisamente en Polacanthinae. Más tarde, las polacantinídos se clasificaron a menudo como Nodosauridae. Sin embargo, en 2014, un análisis realizado por Victoria Megan Arbour recuperó Gastonia como miembro basal no polacantinído de Ankylosauridae.

## Paleoecología

Gastonia en una escala con las demás especies con las que habitaba

Gastonia vivía en un hábitat parcialmente boscoso, con bosques ribereños separados por áreas abiertas. El clima era bastante seco con una estación húmeda corta. Otros dinosaurios de Yellow Cat incluyen los euornitópodos Hippodraco, Cedrorestes e Iguanacolossus, el saurópodo Cedarosaurus y los terópodos Falcarius, Geminiraptor, Martharaptor, Nedcolbertia, Utahraptor y Yurgovuchia. Gastonia era el único anquilosauriano presente y una de las especies más comunes de su fauna.

## Paleobiología
Kirkland sugirió que Gastonia podría haber sido tan abundante porque su armadura lo protegió efectivamente contra el depredador dominante  de su hábitat, el gigante dromeosaurido Utahraptor , restos del cual se han encontrado en la cantera original de Gastonia. Habría mostrado una defensa polacantinída típica, que Kirkland entendió que consistía en una combinación de protección pasiva ofrecida por los picos verticales y protección activa al golpear a un depredador con los picos horizontales de la cola flexible. La armadura también habría servido de comportamiento antagonista intraespecífico, es decir, pelea entre machos. Las espinas verticales podrían haber intimidado a los rivales y los animales podrían haber determinado quién era el más fuerte al juntar sus cabezas. Kirkland propuso que la típica cabeza de anquilosauriano con giro hacia atrás, hecha posible por un cóndilo occipital dirigido ventralmente en comparación con los nodosauridos, y un mayor aflojamiento de los elementos del cráneo posterior para absorber los choques, eran adaptaciones a este tipo de comportamiento.
A menudo se asume que los anquilosaurios han sido animales  solitarios debido a que sus patas cortas parecen mal adaptadas al comportamiento de los rebaños, pero la concentración de fósiles de Gastonia parece contradecir esto.

## En la cultura popular
Gastonia aparece  en un episodio de Paleoworld donde se presenta como el posible dinosaurio acorazado más pesadamente armado. También aparece en un capítulo de Raptor Red, Robert T. Bakker cuento ficticio que narra  la vida de un Utahraptor hembra. Se describen los comportamientos de la defensa mientras que un Acrocanthosaurus ataca a un gastonia joven. Después, gastonias machos muestran comportamiento de tipo lek, y los perdedores son dados vuelta, exponiendo sus vientres de la menos defendidos. Debido a esto, uno es muerto por una manada de Utahraptor. Gastonia aparece en un episodio del Jurassic Fight Club, donde lucha con un Utahraptor.